# (117713) Kövesligethy
(117713) Kövesligethy, désignation internationale (117713) Kovesligethy, est un astéroïde de la ceinture principale.

## Description
(117713) Kovesligethy est un astéroïde de la ceinture principale. Il fut découvert le 2 avril 2005 à Piszkesteto par Krisztián Sárneczky. Il présente une orbite caractérisée par un demi-grand axe de 2,34 UA, une excentricité de 0,15 et une inclinaison de 2,7° par rapport à l'écliptique.

## Compléments